# Liste des destroyers italiens
Cette liste recense les destroyers (ou contre-torpilleurs) de la Marine Royale (Regia Marina) puis de la Marine militaire (Marina Militare) d'Italie par époque et par classe.

## Regia Marina

### Première Guerre mondiale
- Fulmine[1]
- Classe Lampo : Ostro, Lampo, Euro, Strale et Dardo
- Classe Nembo : Nembo, Turbine, Espero, Borea, Aquilone et Zeffiro
- Classe Soldato : Granatiere, Bersagliere, Garibaldino, Corazziere, 'Lanciere, Artigliere, Alpino, Fuciliere, Pontiere et Ascaro
- Classe Indomito : Impetuoso, Impavido, Insidioso et Irrequieto
- Classe Ardito : Ardito et Ardente
- Classe Audace : Audace et Animoso
- Classe Rosolino : Rosolino Pilo, Giuseppe Cesare Abba, Pilade Bronzetti, Giuseppe Missori, Antonio Mosto, Ippolito Nievo, Francesco Nullo, Simone Schiaffino
- Classe Alessandro Poerio : Alessandro Poerio, Cesare Rossarol, Guglielmo Pepe
- Classe Aquila : 4 unités pour la Marine militaire roumaine
- Classe Mirabello : Carlo Mirabello, Carlo Alberto Racchia et Augusto Riboty
- Classe La Masa : Giuseppe La Masa, Angelo Bassini, Agostino Bertani, Benedetto Cairoli, Giacinto Carini, Nicola Fabrizi, Giuseppe La Farin et Giacomo Medici
- Classe Giuseppe Sirtori : Giuseppe Sirtori, Giovanni Acerbi, Vincenzo Giordano Orsini et Francesco Stocco

### Seconde Guerre mondiale
- Classe Palestro : Palestro, Confienza, San Martino et Solferino
- Classe Generali : Generale Antonio Cantore, Antonino Cascino, Antonio Chinotto, Carlo Montanari, Achille Papa et Marcello Prestinari
- Classe Curtatone : Calatafimi, Castelfidardo, Curtatone et Monzambano
- Classe Leone : Leone, Pantera et Tigre
- Classe Sella : Francesco Crispi, Quintino Salla, Bettino Ricasoli et Giovanni Nicotera
- Classe Sauro : Cesare Battisti, Daniele Manin, Francesco Nullo et Nazario Sauro
- Classe Turbine : Aquilone, Borea, Espero, Euro, Nembo, Ostro, Turbine et Zeffiro
- Classe Navigatori : Alvise da Mosto, Antonio da Noli, Nicoloso da Resso, Giovanni da Verrazzano, Lanzerotto Malocello, Leone Pancaldo, Emanuele Pessagno, Antonio Pigafetta, Luca Tarigo, Antoniotto Usodimare, Ugolino Vivaldi et Nicolo Zeno
- Classe Dardo : 4 unités italiennes, 4 unités grecques
- Classe Folgore : Baleno, Folgore, Fulmine et Lampo
- Classe Maestrale : Maestrale, Grecale, Libeccio et Scirocco
- Classe Oriani : Alfredo Oriani, Vittorio Alfieri, Giosuè Carducci et Vincenzo Gioberti
- Classe Soldati :
  - 1re série : Alpino, Artigliere, Ascari, Aviere, Bersagliere, Camicia Nera, Carabiniere, Corazziere, Fuciliere, Geniere, Granatiere, Lanciere
  - 2e série : Bombardiere, Carrista, Corsaro, Legionario, Mitragliere, Squadrista, Velite

- Classe Comandanti Medaglie d'Oro : non lancée

Navires capturés : (Marine yougoslave)
- Premuda (ex-JRM Dubrovnik)[2]
- Classe Beograd : Sebenico (ex-Beograd) et Lubiana (ex-Ljubljana)[3]

## Marina Militare

### Après la Seconde Guerre mondiale
- Classe Impetuoso : 
  - Impetuoso (D 558)
  - Indomito (D 559)
- Classe Impavido : 
  - Impavido (D 570)
  - Intrepido (D 571)
- Classe Audace : 
  - Audace (D 551)
  - Ardito (D 550)

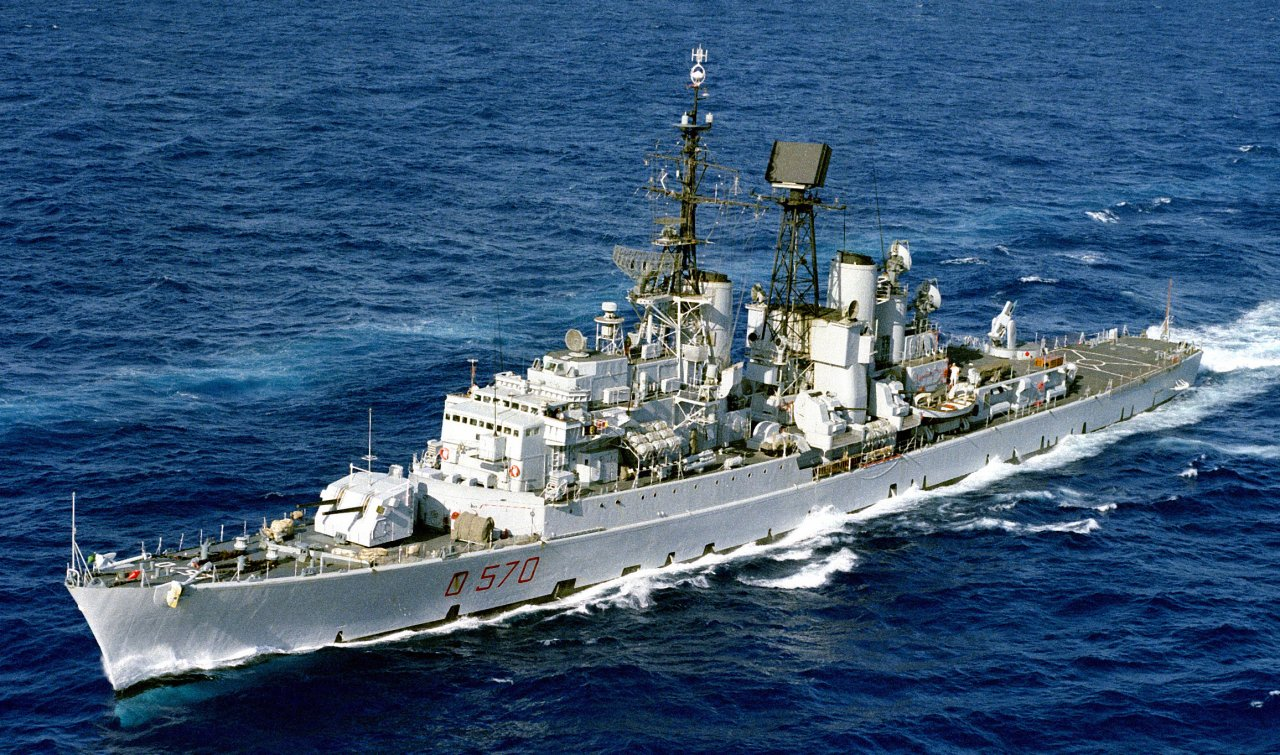
Impavido (D570)

- Classe Luigi Durand de la Penne : 
  - Luigi Durand de la Penne (D560 Animoso)
  - Francesco Mimbelli (D561 Ardimentoso)
- Classe Orizzonte : 
  - Andrea Doria (D553)
  - Caio Duilio (D554)

## Crédits
- (en) Cet article est partiellement ou en totalité issu de l’article de Wikipédia en anglais intitulé « List of Italian destroyers » (voir la liste des auteurs).